# Morpho grambergi
Morpho grambergi är en fjärilsart som beskrevs av Weber 1944. Morpho grambergi ingår i släktet Morpho och familjen praktfjärilar. Inga underarter finns listade i Catalogue of Life.